# 隆其化
隆其化（匈牙利語：Monszinyor Gáspár Lischerong, S.J.，1889年1月1日—1972年1月17日），在华天主教传教士，匈牙利耶稣会会士。

## 生平
1889年1月1日出生于匈牙利，是德裔匈牙利人，1911年6月29日在匈牙利维斯普雷姆教区成为神父，1912年7月30日加入耶稣会，自1913年到1915年在奥地利因斯布鲁克攻读哲学，1918年到匈牙利布达佩斯攻读历史学，1921年获博士學位。在匈牙利Nagyszombat（今斯洛伐克 Trnava）完成耶稣会初学期后，从1924年到1926年，隆其化在美国的匈牙利移民中工作，
1926年9月12日，37岁的隆其化抵达中国上海，然后前往天津，在法国耶稣会所办的天津工商学院学习中文。一年后（1927年），他为了进一步提高语言能力并研究地方风俗，前往法国耶稣会负责的献县代牧区南部的小县城河北南乐（今属河南省）。同年又迁往距离大名35公里的小村Rujiazhai，村里有耶稣会的一个小教堂、一所男校和一所女校和传教士住的小房子。隆其化得到匈牙利Kalocsa城的资助，建起一座较大的教堂，他以第一位接受基督教的匈牙利国王将这座教堂命名为聖斯德望天主堂。隆其化又创办缝纫工厂，为未受教育的妇女提供工作机会。1931年成为清丰（大名以南50公里，今属河南省）本堂神父1933年，44岁的隆其化来到河北省南部的开州（今濮阳市，属河南省）传教，担任本堂神父、益华小学校長。
他在中国大名监牧区時，抗战开始，日军攻占濮阳，5000多难民逃入教堂及益华小学避难，隆其化神父不畏日军刺刀抵胸，阻止日军入内伤人。
1947年，大名监牧区首任监牧主教查宗夏回国。1947年7月10日，大名监牧区升为大名教区，9月10日隆其化（Gaspar Lischerong ，S.J.）担任宗座署理。
 同年，共产党夺取濮阳，隆其化仍留在那里，
1954年2月22日，65岁的隆其化和另一位匈牙利耶稣会修士（Brother Pál Gömöri）被驱逐到香港，停留数周后，在澳门逗留了8个月（4-11月）。1954年11月27日，隆其化离开澳门，在12月初抵达台湾基隆港。1955年1月1日，应嘉義教區牛會卿主教邀请，66岁的隆其化带领一批匈牙利耶稣会神父到嘉义县朴子镇传教。他开始每天用4-6个小时学习当地方言，开辟了朴子總鐸區，1972年1月17日，隆其化在朴子去世，享年83岁 。瑞士籍耶稣会神父蒲敏道接掌朴子總鐸區。